# Дитмарув
Дитмарув (пол. Dytmarów, нім. Dittersdorf) — село в Польщі, у гміні Любжа Прудницького повіту Опольського воєводства.
Населення — 513 осіб (2011).

## Демографія
Демографічна структура станом на 31 березня 2011 року:
|          | Загалом | Допрацездатний вік | Працездатний вік | Постпрацездатний вік |
| -------- | ------- | ------------------ | ---------------- | -------------------- |
| Чоловіки | 255     | 53                 | 181              | 21                   |
| Жінки    | 258     | 50                 | 145              | 63                   |
| Разом    | 513     | 103                | 326              | 84                   |